# Зайдлер, Бернард
Бе́рнард За́йдлер (пол. Bernard Zaydler, 1799-1855) — польский юрист и историк.

## Биография
Жил в Варшаве. Окончил Варшавский лицей, затем долгое время во жил Флоренции, где и умер в 1855. Во Флоренции у него в доме жил с октября 1837 до декабря 1838 Юлиуш Словацкий. В 1848 у него останавливался Адам Мицкевич, занятый организацией Польского легиона, который должен был участвовать в национально-освободительной войне Гарибальди. 
Его сочинения «Storia della Polonia» (Флоренция 1831); «Rozprawa o Koperniku» (Флоренция, 1830); «Alcune dissertazioni del dottore Polaccho» (Флоренция, 1833) — рассуждения по вопросам польского правоведения.